# Lafayette (Ohio)
Pour les articles homonymes, voir Lafayette.
Lafayette est un village du comté d'Allen dans l'Ohio aux États-Unis.

## Histoire
Le village a été fondé en 1820

## Personnalité liée à la commune
- Russell Alexander Alger (1836-1907), homme politique, y est né.